# 10795 Babben
10795 Babben este un asteroid din centura principală de asteroizi.

## Descriere
10795 Babben este un asteroid din centura principală de asteroizi. A fost descoperit pe 1 martie 1992 la Observatorul La Silla în cadrul programului UESAC. Asteroidul prezintă o orbită caracterizată de o semiaxă mare de 3,22 ua, o excentricitate de 0,04 și o înclinație de 22,5° în raport cu ecliptica.